# U 54 (U-Boot, 1939)
U 54 war ein deutsches U-Boot vom Typ VII B, das im Zweiten Weltkrieg von der deutschen Kriegsmarine eingesetzt wurde.

## Geschichte
Der Auftrag für das Boot wurde am 16. Juli 1937 an die Germaniawerft in Kiel vergeben. Die Kiellegung erfolgte am 13. September 1938, der Stapellauf am 15. August 1939, die Indienststellung unter Kapitänleutnant Georg-Heinz Michel fand schließlich am 23. September 1939 statt.
Das Boot gehörte nach seiner Indienststellung am 23. September 1939 bis zum 31. Dezember 1939 als Ausbildungsboot zur U-Flottille "Wegener" in Kiel. Nach der Neugliederung der Flottillen wurde U 54 am 1. Januar 1940 der inzwischen in 7. U-Flottille umbenannten Flottille zugeteilt und in Kiel stationiert.

## Einsatzstatistik
U 54 absolvierte eine Unternehmung, auf der keine Schiffe versenkt oder beschädigt wurden.

### Erste Unternehmung
Das Boot lief am 12. Februar 1940 von Kiel aus und ist seit dem 20. Februar 1940 verschollen. Während dieser acht Tage dauernden Unternehmung in der Nordsee wurden keine Schiffe versenkt oder beschädigt.

## Verbleib
Das Boot ist seit dem 20. Februar 1940 in der Nordsee verschollen. Vermutlich lief es auf eine durch die britischen Zerstörer Ivanhoe und Intrepid verlegte Mine und sank mit allen 41 Mann an Bord.
Am 14. März 1940 wurde durch das deutsche Vorpostenboot V 1101 auf der Position 54° 57′ N, 6° 45′ O ein Teil eines der Torpedos von U 54 geborgen. Dies lässt vermuten, dass es sich hierbei um die Untergangsstelle von U 54 handelt.
1989 wurde ein U-Boot-Wrack in der Nordsee gefunden. Ein Bericht des Bundesamtes für Seeschiffahrt und Hydrographie gibt die genaue Position dieses Wracks mit 54° 18′ 36″ N, 5° 28′ 24″ O an. Dieses U-Boot-Wrack kann nur U 54 sein. Es liegt innerhalb der Fläche des ehemaligen britischen Minenfeldes in der Mitte des Auslaufweges II.
Das Boot verlor während seiner Dienstzeit vor dem mutmaßlichen Untergang keine Besatzungsmitglieder.